# セリア・シャシッチ
セリア・シャシッチ、ツェーリア・シャーシチ（ドイツ語: Célia Šašić、1988年6月27日 - ）は、ドイツ・ボン出身の元女子サッカー選手。1.FFCフランクフルト最終所属。ポジションはフォワード。2015年のFIFA女子ワールドカップでゴールデンブーツ（大会得点王）となり、同大会をもって現役を引退。2015年度のUEFA欧州女子最優秀選手賞を受賞している。結婚前の姓はオコイノ・ダ・エムバビ（Okoyino da Mbabi）であった。

## 経歴

### クラブ
1988年6月27日にボンに生まれる。5歳の時、長兄の影響でサッカーを始める。
2004年、当時ブンデスリーガ・1部に在籍していたSC07バート・ノイェンアールに加入。すぐに主力としてレギュラーに定着した。2012年にはドイツ年間最優秀選手賞の女子部門に選出された。
2013年6月に1.FFCフランクフルトに移籍。2014-15シーズンのUEFA女子チャンピオンズリーグでは得点王に輝き、チームの優勝に貢献した。ブンデスリーガでは2013-14と2014-15シーズンに得点王となった。

### ドイツ代表
2004年から2006年までの間、ドイツの年代別代表に選出されていた。2004年のFIFA U-19女子世界選手権（現FIFA U-20女子ワールドカップ）ではグループリーグで3得点をあげ、チームの優勝に貢献した。
フル代表には2005年1月のオーストラリアで初めて選出され、同年9月のカナダとの親善試合で代表初ゴールをあげた。
2008年、北京オリンピックでは銅メダルを獲得。自身は無得点であった。
UEFA欧州女子選手権には2009年大会と2013年大会に出場し、それぞれ1得点と2得点をあげ、ともにチームの優勝に貢献。
FIFA女子ワールドカップは地元開催となった2011年大会と2015年大会に出場。2011年大会はグループリーグで2得点をあげたが、準々決勝で同大会優勝国の日本に敗れた。2015年大会は6得点をあげてゴールデンブーツ（大会得点王）に輝くものの、準決勝のアメリカ合衆国戦で先制点のチャンスとなるPKを外し、チームもここで敗退となった。

## 私生活
2013年8月、クロアチア人サッカー選手であるマルコ・シャシッチ（Marko Šašić）と結婚し、オコイノ・ダ・エムバビから現在の姓へと変わった。

## タイトル

### ドイツ代表
- FIFA U-19女子世界選手権 優勝（2004年）
- UEFA欧州女子選手権 優勝（2009年、2013年）
- アルガルヴェ・カップ 優勝（2012年、2014年）

### クラブ
1.FFCフランクフルト
- UEFA女子チャンピオンズリーグ 優勝（2014-15）

### 個人タイトル
- ドイツ年間最優秀女子サッカー選手賞（2012年）
- ブンデスリーガ 得点王（2013-14、2014-15）
- UEFA女子チャンピオンズリーグ 得点王（2014-15）
- FIFA女子ワールドカップ 得点王（2015年）
- UEFA欧州女子最優秀選手賞（2015年）